# Maria-Aalter
Sint-Maria-Aalter, meestal kortweg Maria-Aalter genoemd, is een dorp gelegen in de gemeente Aalter in de Belgische provincie Oost-Vlaanderen.
Maria-Aalter ligt in een bosrijke omgeving in Zandig Vlaanderen. Het dorp ligt in het westen van de provincie, op de grens met de provincie West-Vlaanderen.

## Geschiedenis
Hoewel in het gebied rondom Maria-Aalter al sinds de middeleeuwen enkele verspreide boerderijen stonden, werd het gebied in 1578, toen de geuzenoorlog woedde, verlaten. De huidige kern ontwikkelde zich pas vanaf het begin van de 19e eeuw, hetgeen uiteindelijk resulteerde in de bouw van een eigen kerk.
Op de bevolking van Maria-Aalter werd vroeger door de bewoners van grotere dorpen enigszins laatdunkend neergekeken. Vanwege de grote armoede en de geïsoleerde ligging sprak men soms van 'bosmensen'. Dit misprijzen duurde nog tot de eerste helft van de twintigste eeuw. Om de kost te verdienen deed men seizoenarbeid in Noord-Frankrijk (trimards en fransmans), o.a. bietenoogst en in de winter jeneverstoken. Heel wat vrouwen deden kantklossen en spellewerken. Ook vond er vanuit de streek een massale emigratie naar Amerika plaats.

## Bezienswaardigheden
- De driebeukige neogotische Onze-Lieve-Vrouw Hulp der Christenenkerk met uitspringend koor, gewijd aan Onze-Lieve-Vrouw Hulp der Christenen (of Onze-Lieve-Vrouw van Bijstand) uit 1853, van de architect Jan August Clarysse. Deze kerk bezit schilderijen die afkomstig zijn uit het klooster der Broeders Alexianen te Antwerpen. Het betreft de Zeven Werken van Barmhartigheid en een Onze-Lieve-Vrouw, beide geschilderd door Jan van Balen in 1648. Daarnaast is er nog een schilderij van Jan Swerts uit 1853, dat Onze-Lieve-Vrouw van Altijddurende Bijstand voorstelt.
- Het Hooggoedbos is een domein dat in 1687 werd vermeld als een op cijnsgoed gebouwde hofstede. De naam is ontleend aan de relatief hoge ligging van dit gebied. In 1722 werd het gekocht door de jezuïeten van Antwerpen, maar in de Franse tijd werd deze orde opgeheven en kwam het bezit weer in handen van particulieren. In 1985 kwam 67 ha van het gebied in handen van de Vlaamse Gemeenschap. Het is een afwisselend gebied met naald- en loofbos en enkele weilanden. Men kan delen ervan bezoeken. In dit bos zijn de volgende "kastelen", eigenlijk 19e-eeuwse villa's, te vinden:
  - Kasteel Blekkervijver.
  - Kasteel van Hoogveld.
- Daarnaast vindt men ten noordwesten van Maria-Aalter nog het Kasteel Schuurlo. Hier zijn nog restanten van de vroegere omwalling te vinden, waarop men een interessante plantengroei aantreft met onder meer Holpijp. De naam "Schuurlo" werd reeds in 1375 vermeld in verband met weiland en vijvers, maar het kasteel werd pas in 1890 gebouwd en in 1931 weer gesloopt omdat het er te vochtig was. De nabijgelegen hoeve stamt oorspronkelijk uit 1780.
- Een monument voor de vroegere seizoensarbeiders en kantklossters, uit 1974, ontworpen door Cyr Frimout. Het stelt enkele gereedschappen van de beroepsgroepen voor, namelijk een bietenvork en -mes, en een kantklos. Het monumentje bevindt zich tegenover de kerk in de Wingenestraat.
- Het Sint-Pietersveld, voor het grootste deel gelegen op het grondgebied Ruiselede, was een stuk woeste grond (wastine genoemd). De eerste ontginning startte omstreeks 1775. Ontginningen in 1836 door de 'Société de Bruges pour la fabrication de betteraves' met het oog op suikerbietenteelt mislukten en de onderneming ging al na één jaar failliet. Toen in België een aantal aardappeloogsten mislukten was er grote armoede, waarbij wezen en landlopers uit noodzaak gingen stelen. Het parlement kondigde in 1848 de Wet op de Hervormingsscholen af, waarna de Belgische overheid op het Sint-Pietersveld de gronden en fabrieksgebouwen kocht en er in 1848 een École de Réforme oprichtte. Er werd beer uit de Gentse gevangenis en straatvuil gebruikt om de gronden te bemesten. Deze staatsinstelling bestaat nog steeds, maar heeft tegenwoordig een veel humaner en eigentijds verantwoord beleid, onder de naam Gemeenschapsinstelling voor Bijzondere Jeugdbijstand De Zande.
- Hoeve Bakensgoed. Van deze hoeve in het Bulskampveld werd reeds in 1525 melding gemaakt. De huidige hoeve dateert uit de 18e eeuw. In de nabijheid van de hoeve bevindt zich een pijlerkapel, waarvan de bouwdatum onbekend is. Het is een ronde bakstenen pilaar met nis waarin een Mariabeeldje is geplaatst.

## Natuur en landschap
Maria-Aalter ligt in Zandig Vlaanderen in een bosrijke omgeving. De hoogte bedraagt ongeveer 15 meter. Natuurgebieden zijn het Hooggoed en De Vaanders.

## Openbaar vervoer
Station Maria-Aalter is een stopplaats op spoorlijn 50A.

## Sport
Voetbalclub Daring Maria-Aalter is aangesloten bij de KBVB en actief in de provinciale reeksen.

## Verenigingen
Maria-Aalter heeft een jeugdbeweging: Scouts 't Hoekske Maria-Aalter.

## Nabijgelegen kernen
Aalter, Knesselare, Sint-Joris

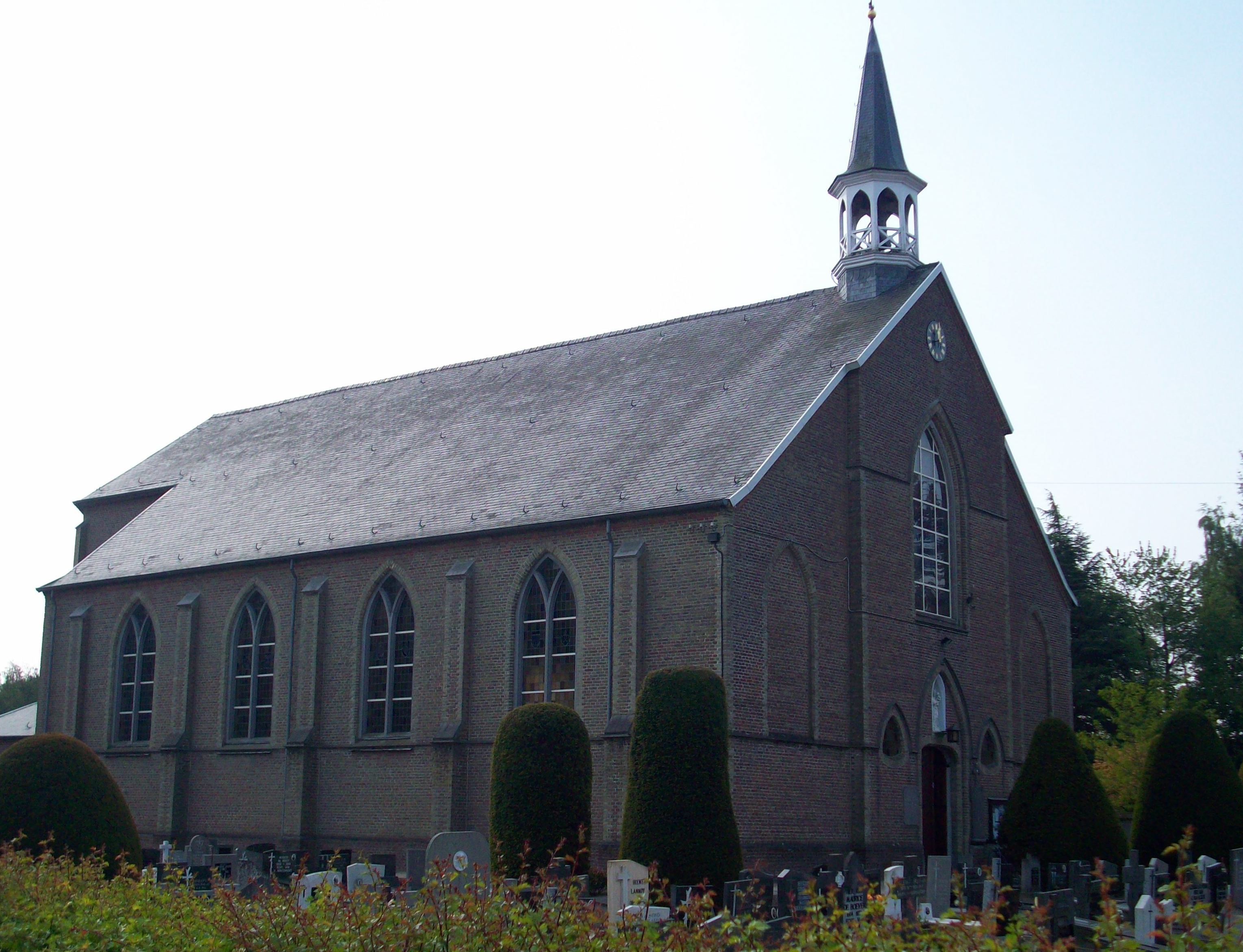
De kerk van Maria-Aalter
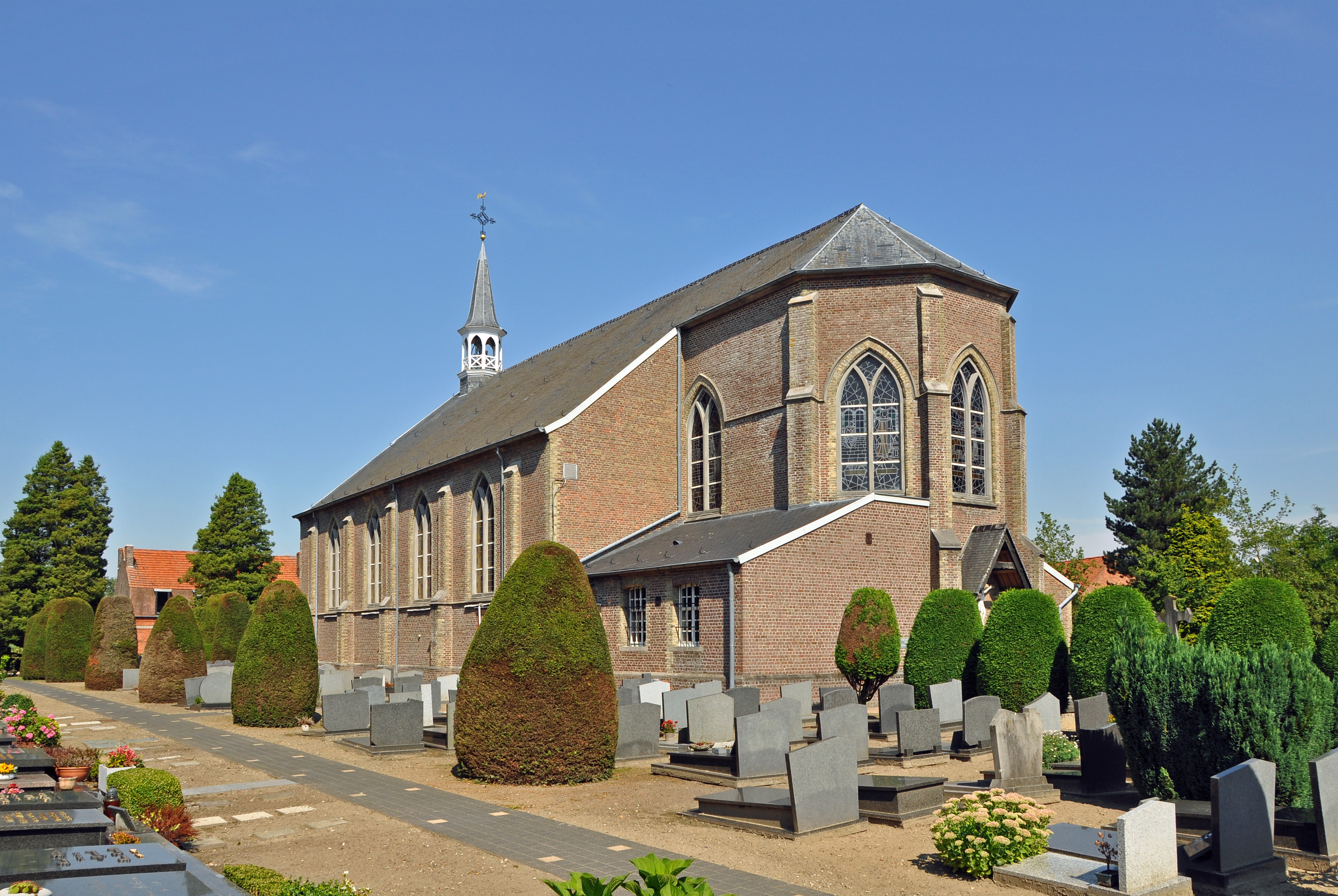
De kerk: koorzijde
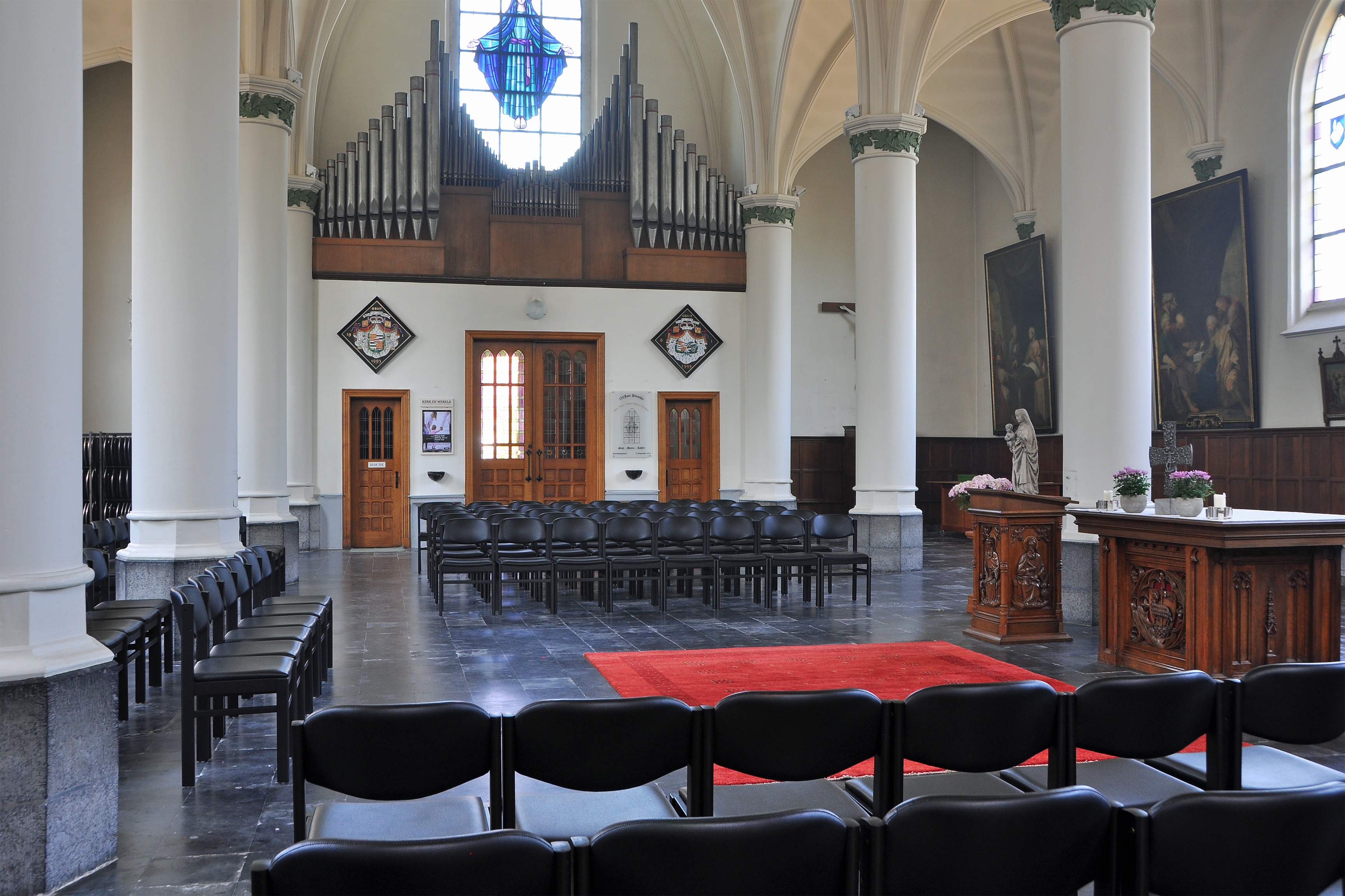
Interieur van de kerk
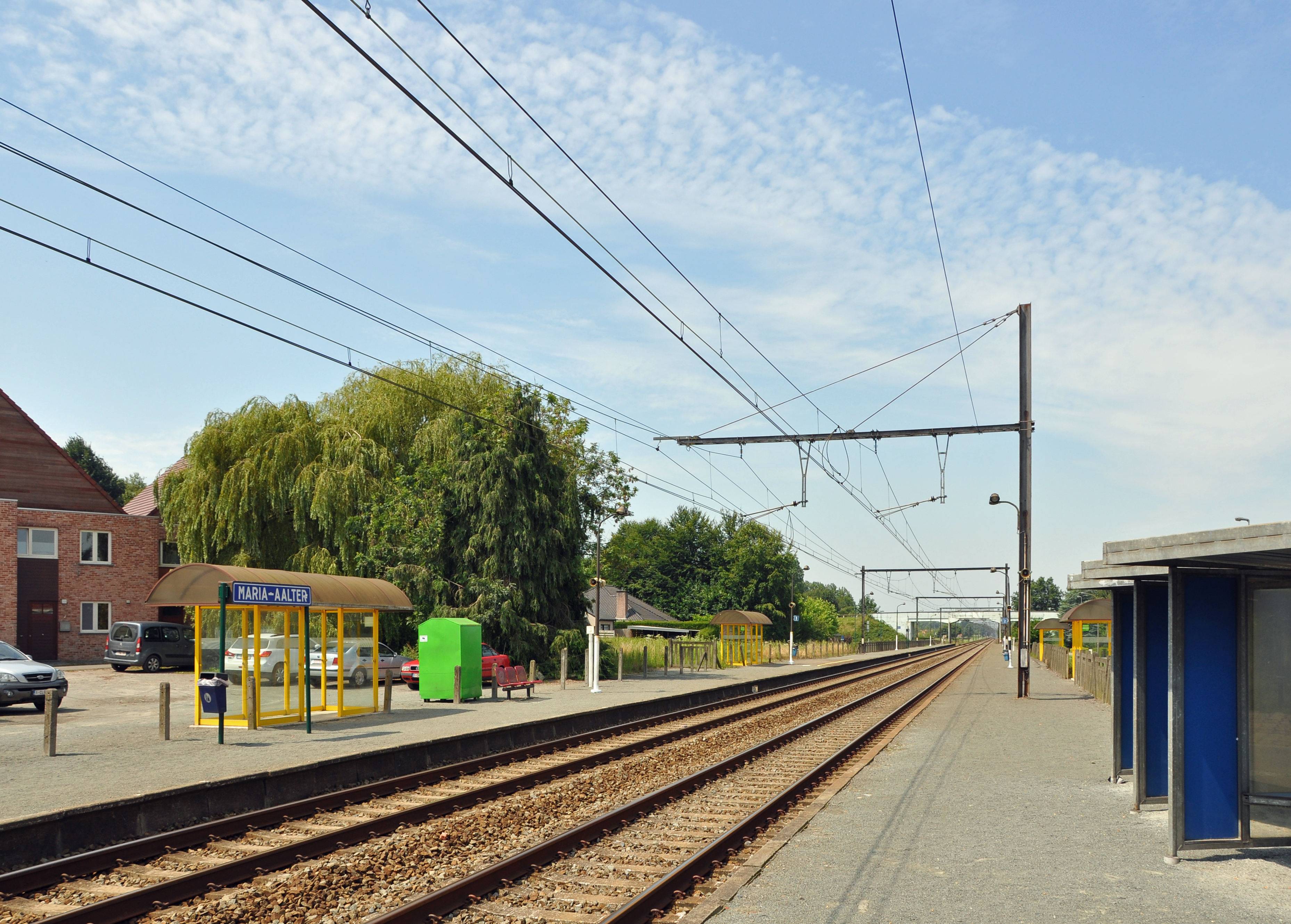
Station

Deelgemeenten: Aalter · Bellem ·  Knesselare · Lotenhulle · Poeke · Ursel

Overige dorpen, gehuchten en straten: Aaltebei · Aalter-Brug · Bellembrug · Buntelare · De Plaats · Eentveld · Karmenhoek · Lange Dronk · Loveld · Maria-Aalter · Onderdale · Overleie · Stationsstraat · Stuivenberg · Vinken · Vrekkem · Westvoorde

Belgische gemeenten · Arrondissement Gent · Oost-Vlaanderen · Vlaanderen